# コチセ郡 (アリゾナ州)
コチセ郡（英: Cochise County）は、アメリカ合衆国アリゾナ州の南東隅に位置する郡である。郡庁所在地はビスビー。人口は12万5447人（2020年）。シエラビスタ・ダグラス都市圏に属していると見なされている。

## 歴史
コチセ郡は1881年2月1日にピマ郡東部を分割して創設された。郡名はチリカーワ・アパッチ族の伝説的戦闘指導者コウチースから採られている。郡庁所在地は1929年までトゥームストーンだったが、ビスビーに移された。新しい郡の初代郡保安官を務めたジョニー・ビアンは、OK牧場の決闘の前後の事件で重要人物の一人だった。1886年にはジョン・ホートン・スローターが保安官になった。法執行者のジェフ・ミルトンと法執行者かつアウトローのバート・アルボードがスローターの副保安官を務めた。
ジョン・ブロムフィールドが主演し1956年から1958年まで全国ネット・テレビ放送された『モーガン警部』はビスビーで撮影された。ジェームズ・ステュアート主演の映画『折れた矢』（1950年）と、ジョン・ラプトンが出演し、1956年から1958年まで放送された同名のテレビ映画はコチセ郡を舞台にしているが、撮影は別の場所だった。
作家J・A・ジャンスのミステリー『ジョアンナ・ブラディ』シリーズは、ブラディを保安官とし、コチセ郡を舞台にしている。

## 地理
アメリカ合衆国国勢調査局に拠れば、郡域全面積は6218.77平方マイル (16,106.5 km2)であり、このうち陸地は6169.45平方マイル (15,978.8 km2)、水域は49.32平方マイル (127.7 km2)で水域率は0.79%である。コチセ郡の広さはロードアイランド州とコネチカット州を合わせたもの相当する。

### 隣接する郡とメキシコの都市
- サンタクルス郡 - 南西
- ピマ郡 - 西
- グレアム郡 - 北
- グリーンリー郡 - 北東
- ヒダルゴ郡 (ニューメキシコ州) - 東
- アグアプリエタ（メキシコ、ソノラ州） - 南
- カナネア（メキシコ、ソノラ州） - 南
- ナコ（メキシコ、ソノラ州） - 南
- サンタクルス（メキシコ、ソノラ州） - 南

## 交通

### 主要高規格道路
- 州間高速道路10号線
- アメリカ国道191号線
- アリゾナ州道80号線
- アリゾナ州道82号線
- アリゾナ州道90号線
- アリゾナ州道92号線
- アリゾナ州道186号線

### 空港
ビスビー市民空港はビスビー市が所有し、中心事業地区から南東5海里 (9 km) に位置している。

## 人口動態
以下は2000年国勢調査による人口統計データである。
| 基礎データ - 人口: 117,755人 - 世帯数: 43,893 世帯 - 家族数: 30,768 家族 - 人口密度: 7人/km2（19人/mi2） - 住居数: 51,126軒 - 住居密度: 3軒/km2（8/mi2） 人種別人口構成 - 白人: 76.66% - アフリカン・アメリカン: 4.52%% - ネイティブ・アメリカン: 1.15% - アジア人: 1.65% - 太平洋諸島系: 0.26% - その他の人種: 12.05% - 混血: 3.72% - ヒスパニック・ラテン系: 30.69% 言語別人口構成 - スペイン語：25.35% - ドイツ語：1.31% 年齢別人口構成 - 18歳未満: 26.3% - 18-24歳: 9.3% - 25-44歳: 26.0% - 45-64歳: 23.7% - 65歳以上: 14.7% - 年齢の中央値: 37歳 - 性比（女性100人あたり男性の人口） - 総人口: 101.6 - 18歳以上: 101.2 | 世帯と家族（対世帯数） - 18歳未満の子供がいる: 32.0% - 結婚・同居している夫婦: 55.1% - 未婚・離婚・死別女性が世帯主: 11.1% - 非家族世帯: 29.9% - 単身世帯: 25.3% - 65歳以上の老人1人暮らし: 10.1% - 平均構成人数 - 世帯: 2.55人 - 家族: 3.07人 収入と家計 - 収入の中央値 - 世帯: 32,105米ドル - 家族: 38,005米ドル - 性別 - 男性: 30,533米ドル - 女性: 22,252米ドル - 人口1人あたり収入: 15,988米ドル - 貧困線以下 - 対人口: 17.7% - 対家族数: 13.5% - 18歳未満: 25.8% - 65歳以上: 10.4% |

## 都市と町

コチセ郡の法人化地域（灰色）と未編入領域

### 都市
- シエラビスタ
- ダグラス
- ビスビー（英語版）
- ベンソン
- ウィルコックス
- トゥームストーン

### 町
- フアチュアシティ

### 統計調査指定地域
- ナコ
- パートルビル
- シエラビスタ・サウスイースト
- セントデビッド
- ウェットストーン

### その他の町
| - アッシュクリーク - ボウイー - バボコマリ - カスカベル - チャールストン - コチセ - コンテンションシティ | - コートランド - ドスカベサス - ダブルアドベ - ドラグーン - エルドラド - エルフリダ - フェアバンク | - グリーソン - ヒアフォード - ヒルトップ - カンザスセトルメント - マクニール - ニックスビル - パロミナス | - ポールスパー - ピアース - ポメリーン - ポータル - パラダイス - ラッカー - サンシモン | - スチュワートディストリクト - サニゾナ - サニーサイド - サンサイツ - ティンタウン - トレスアラモス |

## 保護地域

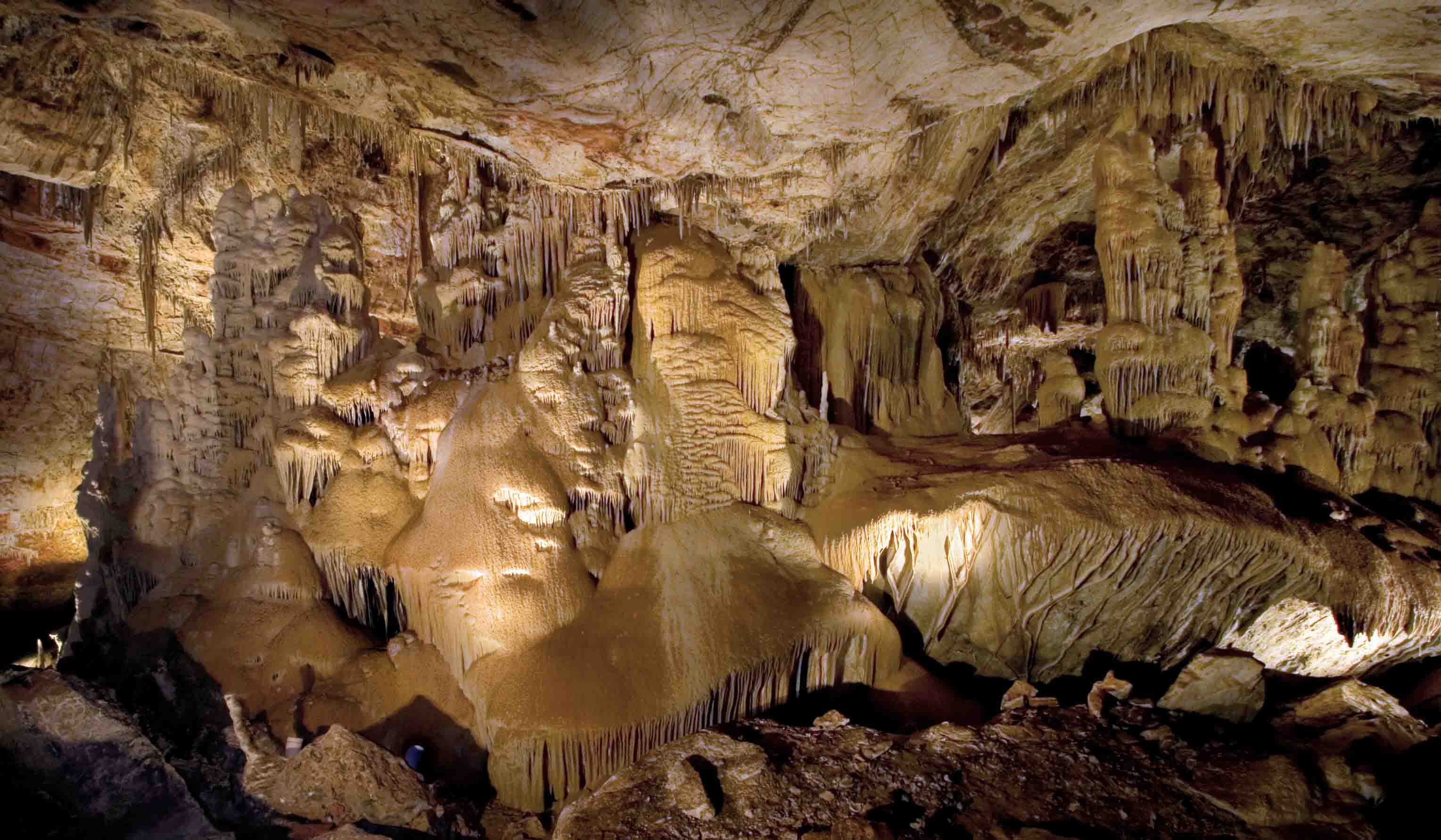
カーチナー鍾乳洞のビッグルーム

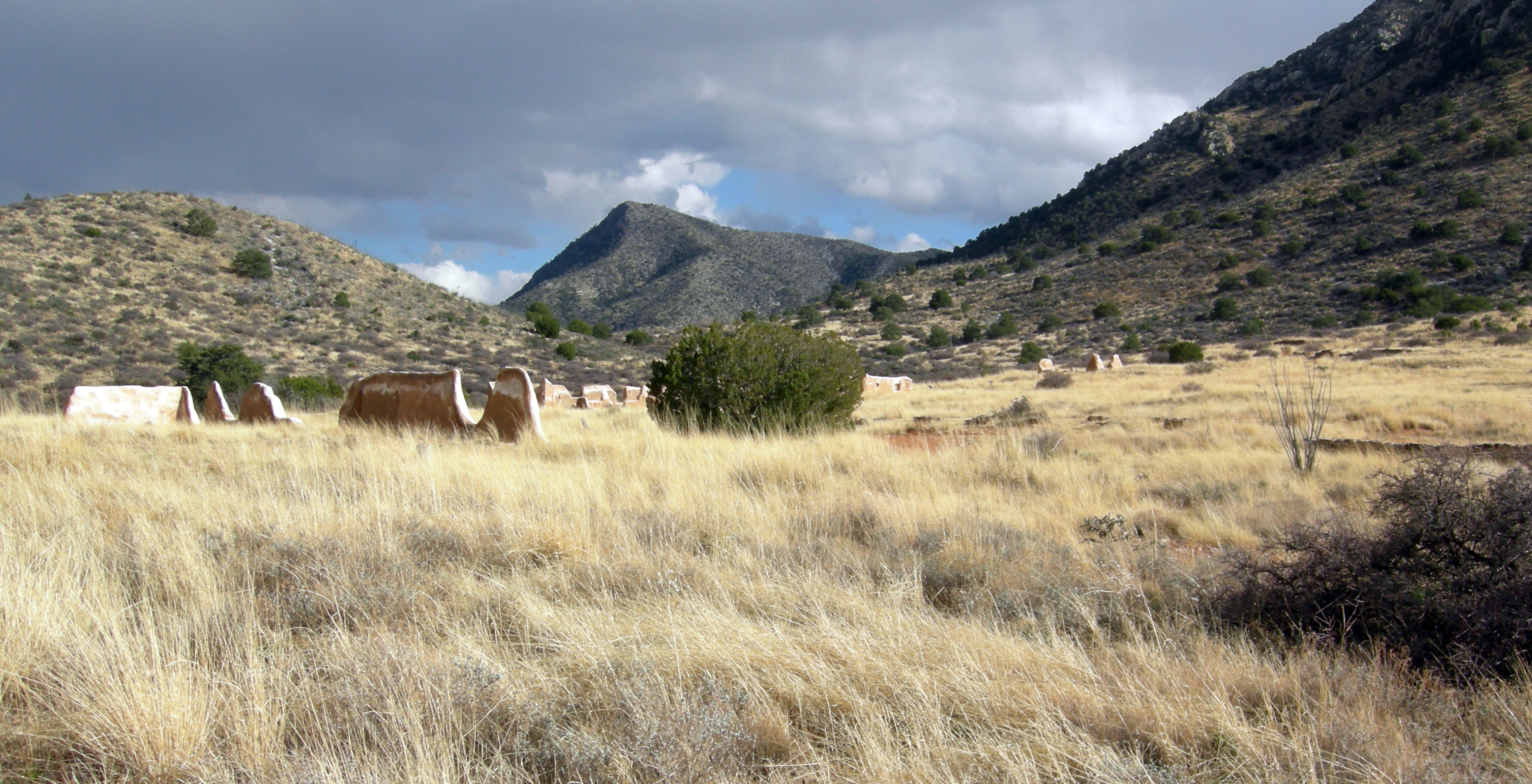
アパッチ峠近くのボウイー砦跡

- チリカーワ国立保護区
- コロナド国立の森
- コロナド国立保護区
- ボウイー砦国立歴史史跡
- カーチナー鍾乳洞州立公園
- サンペドロ水辺国立保存地域

## 軍事基地
- フアチュカ砦
- ウィルコックス・プラヤ（性能試験場）